# Benz Patent-Motorwagen
O Benz Patent-Motorwagen, construído em 1886, é amplamente reconhecido como o primeiro automóvel, ou seja, um veículo "projetado" para ser movido a motor.
O veículo recebeu a patente alemã número 37 435, requerida por Karl Benz em janeiro de 1886. Seguindo procedimentos oficiais, a data de requerimento torna-se a data da patente, que ocorreu em novembro do mesmo ano.
Embora a mulher de Benz, Bertha Benz, tenha financiado o processo de desenvolvimento, e pudesse obter direitos de patente de acordo com a legislação atual, como mulher casada ela não tinha direito a requerer patente.
Benz apresentou sua invenção oficialmente ao público em 3 de julho de 1886 na Ringstraße em Mannheim, Alemanha.

## Especificações

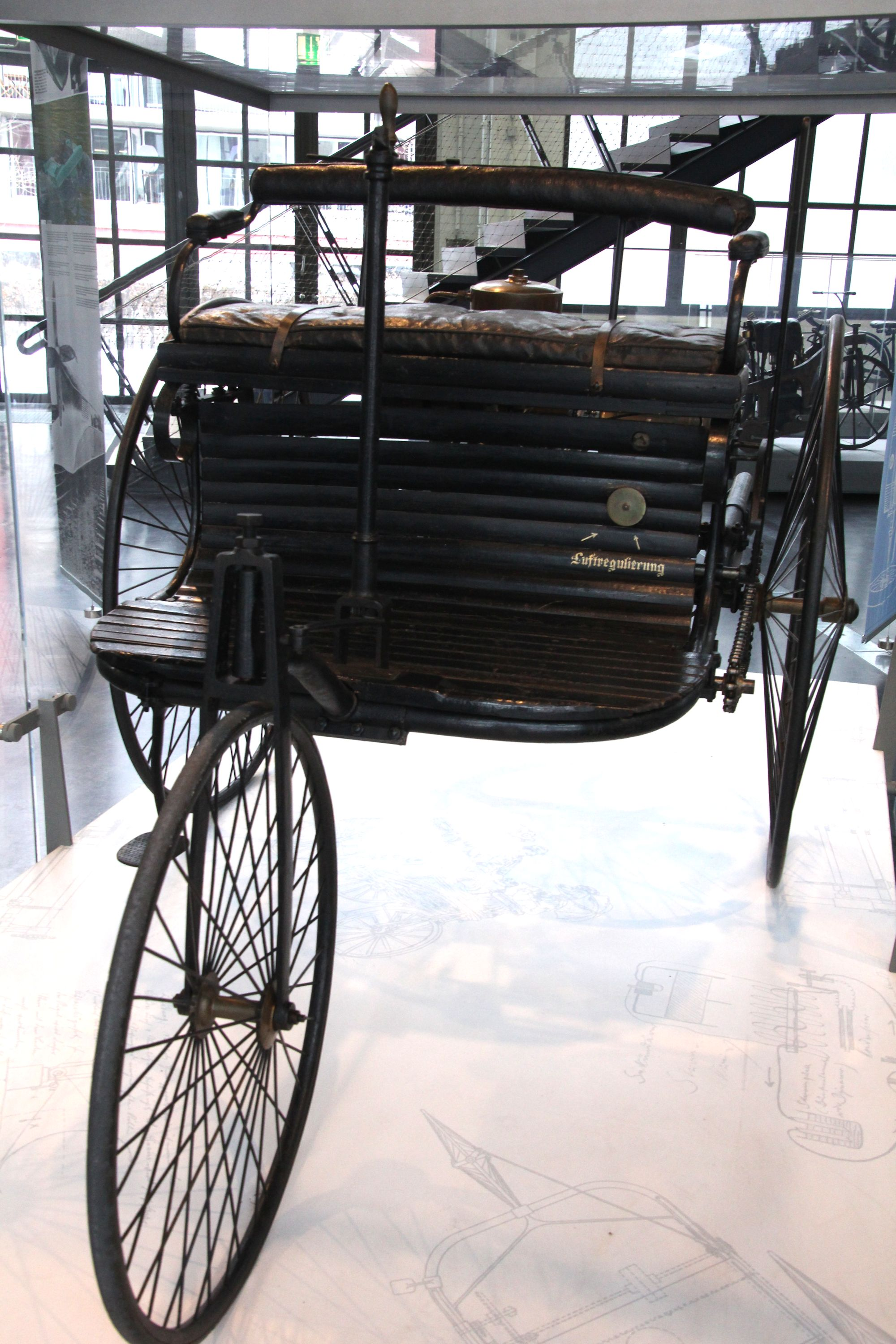
Benz Patent-Motorwagen original, no Deutsches Museum em Munique

Após desenvolver com sucesso um motor alternativo de dois tempos em 1873, Benz concentrou-se no desenvolvimento de um veículo motorizado enquanto mantendo uma carreira como projetista e fabricante de motores estacionários e suas peças.
O Benz Patent-Motorwagen era um automóvel de três rodas com um motor traseiro. O veículo continha muitas novas invenções. Foi construído com tubos de aço e painéis de madeira. As rodas de aço raiadas e pneus de borracha sólida foram projetos de Benz. A direção era por cremalheira que girava a roda da frente sem mecanismo de suspensão. Molas elípticas foram usadas na parte de trás juntamente com um eixo sólido e acionamento por corrente dos dois lados. Um sistema de correia simples funcionava como transmissão em velocidade única, com torque variável entre um disco aberto e um acionamento de disco.

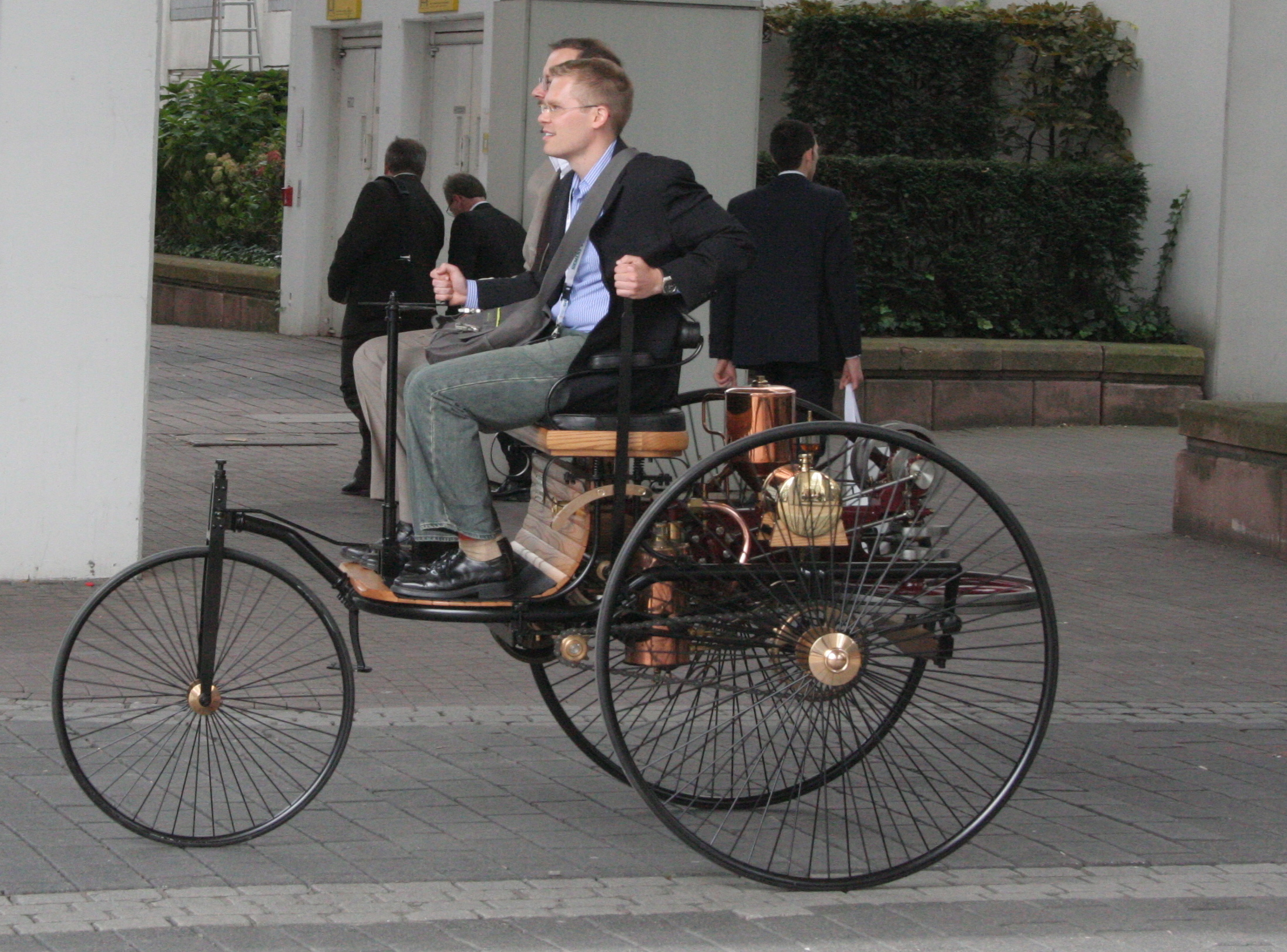
Réplica do Benz Motorwagen de 1886 em Frankfurt, 2007

O primeiro Motorwagen usou um motor de quatro tempos com um cilindro de 954 cc. Este novo motor fornecia ⅔ hp (½ kW) a 250 rpm na Patent-Motorwagen, e testes posteriores da Universidade de Mannheim mostraram que ele era capaz de fornecer 0,9 hp (0,7 kW) a 400 rpm. Foi um motor extremamente leve para a época, com aproximadamente 100 kg. Embora seu cárter aberto e sistema de lubrificação por gotejamento pareça estranho para um mecânico da atualidade, a utilização de uma válvula operada por comando de válvulas no cabeçote seria familiar. Um grande volante horizontal estabilizava a potência de saída do motor de um cilindro. Um carburador evaporativo era controlado por uma válvula de camisa para regulagem da potência e velocidade do motor. O primeiro modelo do Motorwagen não foi construído com carburador, mas com uma bacia de fibras embebidas no combustível que alimentava o combustível no cilindro por evaporação.
Benz construiu mais tarde outros modelos do Motorwagen, o modelo número 2 com 1,5 hp (1,11 kW) e o modelo número 3 com 2 hp (1,5 kW), possibilitando ao veículo atingir uma velocidade máxima de aproximadamente 16 km/h. O chassis foi aprimorado em 1887 com a introdução de rodas raiadas de madeira, um tanque de combustível e um freio a tambor manual com sapatas de couro.

## A viagem histórica de Bertha Benz

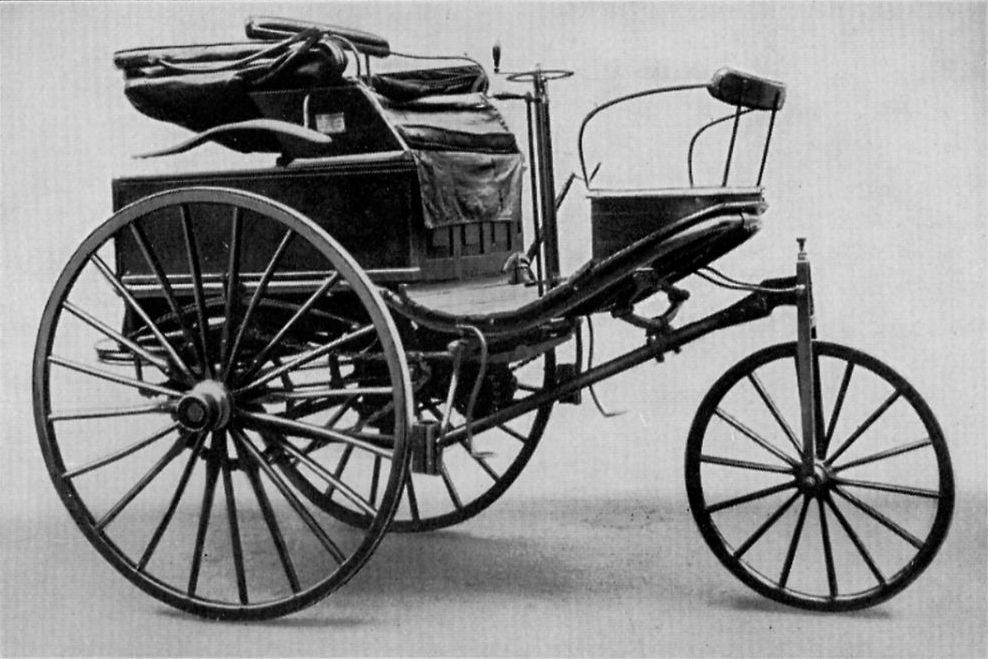
O Benz Patent-Motorwagen Nr. 3 de 1888, usado por Bertha Benz para a primeira viagem a longa distância de automóvel (mais de 106 km)

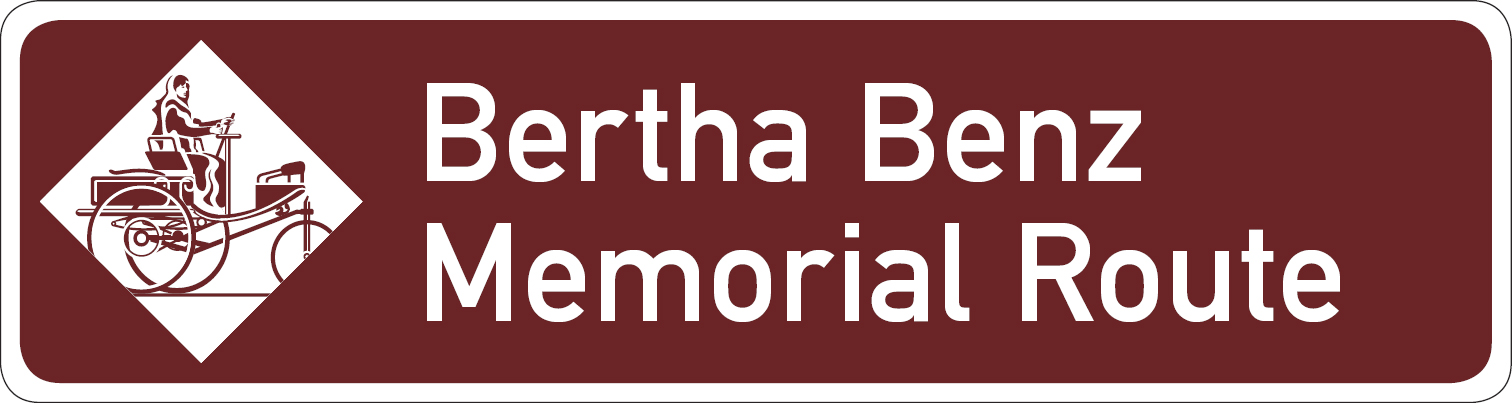
Placa oficial da Bertha Benz Memorial Route

Bertha Benz, casada com Karl, decidiu fazer a publicidade do Patent-Motorwagen de maneira única—ela tomou o Patent-Motorwagen Nr. 3, supostamente sem o conhecimento de seu marido, e dirigiu-o na primeira viagem a longa distância de automóvel, a fim de demonstrar sua viabilidade como meio de viagem a longas distâncias.
A viagem ocorreu no início de agosto de 1888, quando a senhora empresária levou seus dois filhos Eugen e Richard, quinze e quatorze anos de idade, em um passeio de Mannheim passando por Heidelberg e Wiesloch (onde ela comprou benzina como combustível em uma farmácia da cidade, fazendo-a o primeiro posto de combustível da história) até sua cidade natal Pforzheim.
Além de ser motorista, Bertha também foi mecânica, limpando o carburador com o alfinete de seu chapéu e usando uma jarreteira para isolar um fio. Ela reabasteceu na farmácia local de Wiesloch e quando os freios estavam gastos pediu a um sapateiro local para costurar couro no bloco de freio, e assim fazendo inventou a lona de freio durante a viagem. Isto mostra que Bertha Benz tinha conhecimento técnico e espírito inventivo.
Após enviar um telegrama a seu marido ao chegar a Pforzheim, passou a noite na casa de sua mãe e voltou para casa três dias depois. A viagem total foi de 194 km.
Na Alemanha um desfile de automóveis antigos comemora esta viagem histórica de Bertha Benz a cada dois anos. Em 2008 a Bertha Benz Memorial Route foi oficialmente reconhecida como uma rota de herança industrial da humanidade. Agora todos podem seguir os 194 km sinalizados de Mannheim via Heidelberg a Pforzheim (Floresta Negra) e retorno.